# Saint-Étienne-d’Orthe
Saint-Étienne-d’Orthe település Franciaországban, Landes megyében. Lakosainak száma 732 fő (2022. január 1.). Saint-Étienne-d’Orthe Orist, Pey, Port-de-Lanne, Saint-Jean-de-Marsacq, Saint-Lon-les-Mines, Saint-Martin-de-Hinx és Sainte-Marie-de-Gosse községekkel határos.

## Népesség
A település népessége az elmúlt években az alábbi módon változott:
| Lakosok száma | 502  | 439  | 407  | 541  | 669  | 702  | 704  | 711  | 713  | 732  |
|               | 1968 | 1982 | 1990 | 2006 | 2013 | 2015 | 2017 | 2019 | 2020 | 2022 |